# Hieracium glaucinifrons
Hieracium glaucinifrons es una especie de planta con flor del género Hieracium, de la familia Asteraceae, orden Asterales.

## Distribución
Hieracium glaucinifrons se distribuye por Suecia.

## Taxonomía
Fue descrita científicamente por (Zahn) Johanss.
Tratamiento taxonómico
La especie aparece registrada y publicada en Ark. Bot.